# Microcephala
Microcephala es un género de plantas pertenecientes a la familia Asteraceae. Comprende 10 especies descritas y solo 3 aceptadas.

## Taxonomía
El género fue descrito por Yevgenia Pobedimova y publicado en Bot. Mater. Gerb. Inst. Komarova Akad. Nauk SSSR 21: 356. 1961.

## Especies aceptadas
A continuación se brinda un listado de las especies del género Microcephala aceptadas hasta junio de 2012, ordenadas alfabéticamente. Para cada una se indica el nombre binomial seguido del autor, abreviado según las convenciones y usos:
- Microcephala lamellata (Bunge) Pobed.
- Microcephala subglobosa (Krasch.) Pobed.
- Microcephala turcomanica (C.Winkl.) Pobed.